# 汾阳王酒
汾阳王酒、又称汾阳王，是中华人民共和国山西省汾阳市的一款名酒、三晋老字号。

## 特点
汾阳王酒与山西汾酒、竹叶青酒一样，均属于山西名酒、清香型。其原料为红高粱，使用汾酒大曲糖化发酵酿造。2019年5月，山西省商务厅公示了首批“三晋老字号”名单，其中包括山西汾阳王酒业有限责任公司生产的“汾阳王”通过审核进行公示。